# 核糖體結合糖蛋白

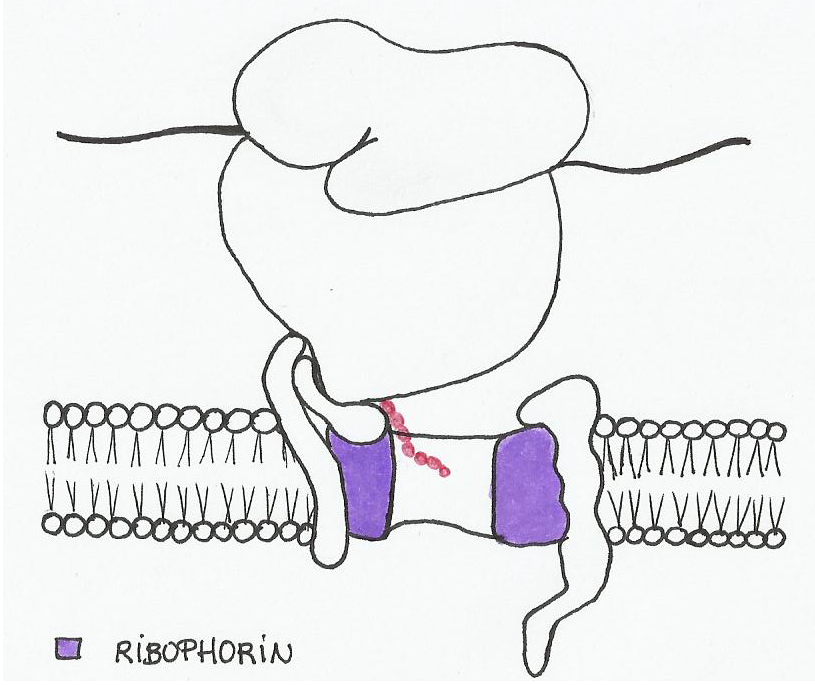
核糖體結合蛋白是粗糙內質網上寡聚糖轉移酶的一個亞基。

核糖体结合蛋白（英語：Ribophorin）是一種横跨膜醣蛋白，為粗糙內質網膜上寡聚糖轉移酶的一個亞基。該蛋白分為核糖體結合蛋白I和核糖體結合蛋白II兩種類型，对蛋白质的正确折叠有重要意义。它們在蛋白質複合物寡糖基轉移酶（OST）中作為命名複合物的兩個不同亞基起作用。 核糖體結合蛋白I和II 僅存在於真核細胞中。
兩種類型的核糖蛋白在核醣體與粗面內質網的結合以及依賴於這種相互作用的共翻譯過程中發揮關鍵作用。 粗面內質網的核糖蛋白含量等於核醣體單位的化學計量數。 因此，這表明這些蛋白質在網狀物中具有重要性，豐富性和良好的保存性。

## 参阅
- 内质网